# Hoseyni-ye Sofla
Hoseyni-ye Sofla (em persa: حسيني سفلي, também romanizada como Ḩoseynī-ye Soflá) é uma vila no Distrito Rural de Varqeh, no Distrito Central do Condado de Charuymaq, Província do Azerbaijão Oriental, Irã. No censo de 2006, sua existência foi notada, mas sua população não foi relatada.